# Adolf Damaschke
Adolf Damaschke, född 24 november 1865 i Berlin, död där 30 juli 1935, var en tysk nationalekonom och jordlagstiftningsreformator.

## Biografi
Damaschke verkade först som folkskollärare, men därefter som folklärare i tidningspressen och som talare. Han tillhörde någon tid det frisinnade partiet, övergick sedan till det av Friedrich Naumann bildade Nationalsozialer Verein, men övergav i slutet av 1800-talet partipolitiken för att uteslutande ägna sig åt jordreformen. Han blev 1898 ordförande och ledare för Bund Deutscher Bodenreformen, som åsyftade att främja lagstiftning för jordens och naturkrafternas utnyttjande för det allmänna bästa och att tillgodogöra för staten eller kommunerna jordvärdestegring, som äger rum utan enskilda personers arbete. Han utvecklade sina idéer i en serie skrifter, som fick ojämförligt större spridning än andra tyska nationalekonomiska verk, främst Die Bodenreform (1902; 19:e upplagan 1922), vidare Geschichte der Nationalökonomie (två delar, 1905; många upplagor). Han var en av sin tids främsta tyska talare och behandlade teoretiskt talkonsten i flera arbeten, däribland Geschichte der Redekunst (1921).